# Sreflije
Sreflije är en ort i Bosnien och Hercegovina.   Den ligger i entiteten Republika Srpska, i den nordvästra delen av landet, 180 km nordväst om huvudstaden Sarajevo. Sreflije ligger 170 meter över havet och antalet invånare är 212.
Terrängen runt Sreflije är platt åt nordväst, men åt sydost är den kuperad. Terrängen runt Sreflije sluttar norrut. Närmaste större samhälle är Bosanska Dubica, 7,8 km nordväst om Sreflije. 
I omgivningarna runt Sreflije växer i huvudsak lövfällande lövskog. Runt Sreflije är det ganska tätbefolkat, med 67 invånare per kvadratkilometer.